# ستيف ديفيس
ستيف ديفيس (بالإنجليزية: Steve Davis)‏ (22 أغسطس 1957)  هو لاعب سنوكر إنجليزي محترف متقاعد فاز ببطولة العالم للسنوكر في الأعوام 1981 - 1983 - 1984 - 1987 - 1988 - 1989.

## روابط خارجية
- ستيف ديفيس على موقع IMDb (الإنجليزية)
- ستيف ديفيس على موقع ميوزك برينز (الإنجليزية)
- ستيف ديفيس على موقع قاعدة بيانات الفيلم (الإنجليزية)
- ستيف ديفيس على موقع AZBilliards.com (الإنجليزية)
- ستيف ديفيس على موقع CueTracker.net (الإنجليزية)
- ستيف ديفيس على موقع اللجنة الأولمبية الصينية (الإنجليزية)